# 袁相碗
袁相碗（1934年—），男，浙江天台人，中国教育家，曾任江苏省教育委员会主任，南京大学副校长，扬州大学校长，中国高等教育学会常务理事。